# دختر بچه‌ای که پایین لین زندگی می‌کند
دختر بچه‌ای که پایین لین زندگی می‌کند یا دختر کوچکی که پایین کوچه زندگی می‌کند (به انگلیسی: The Little Girl Who Lives Down the Lane) فیلمی محصول سال ۱۹۷۶ و به کارگردانی نیکلاس گسنر است. در این فیلم بازیگرانی همچون جودی فاستر، مارتین شین، آلکسیس اسمیت، مورت شومن و اسکات جکوبی ایفای نقش کرده‌اند.

## داستان
رین جیکوبز (جودی فاستر) دختری آرام و گوشه‌گیر ۱۳ ساله در خانه خود در شهری ساحلی در نیوانگلند با آرامش زندگی می‌کند. هر زمان که صاحبخانهٔ کنجکاو آن‌ها (آلکسیس اسمیت) از رین در مورد پدرش پرس‌وجو می‌کند، او مودبانه ادعا می‌کند که پدرش برای کار در شهر است. اما زمانی که فرانک (مارتین شین)، پسر مرموز و سرسخت صاحبخانه، رین را تنها نمی‌گذارد، او با پسر مهربان همسایه ماریو (اسکات جکوبی) همکاری می‌کند تا راز تاریک خانوادگی‌اش را که او برای خودش نگه داشته‌است، حفظ کند.

## بازیگران
- جودی فاستر در نقش رین جیکوبز، دختری که به تنهایی زندگی می‌کند.
  - کانی فاستر، خواهر ۲۱ ساله جودی، در نقش بدلی ذکرنشده در تیراژ از جودی در یک صحنهٔ برهنهٔ کوتاه ظاهر می‌شود.[۱]
- مارتین شین در نقش فرانک هالت، پسر صاحبخانهٔ رین.[۲]
- آلکسیس اسمیت در نقش خانم کورا هالت، مادر فرانک هالت و صاحبخانه رین.
- مورت شومن در نقش افسر ران میگلیوریتی، افسر پلیسی که اغلب به دیدار رین می‌رود.
- اسکات جکوبی در نقش ماریو، برادرزاده افسر میگلیوریتی که با رین دوست می‌شود.

## بازخورد
در وبگاه جمع‌آوری نقد راتن تومیتوز، ٪۹۳ از ۱۴ بررسی منتقدان مثبت است و میانگینِ امتیاز آن ۷٫۳/۱۰ است. این فیلم در متاکریتیک که از میانگین وزنی استفاده می‌کند، بر اساس نظر ۵ منتقدین امتیاز ۵۳ از ۱۰۰ را کسب کرده که نشان‌گر «نقدهای مختلط یا متوسط» است.